# Équipe des Pays-Bas féminine de hockey sur gazon
Cet article traite de l'équipe féminine. Pour l'équipe masculine, voir Équipe des Pays-Bas de hockey sur gazon.
Maillots
L'équipe des Pays-Bas féminine de hockey sur gazon est l'équipe nationale qui représente les Pays-Bas lors des compétitions internationales féminines de hockey sur gazon, sous l'égide de l'Association royale néerlandaise de hockey. Elle consiste en une sélection des meilleures joueuses néerlandaises. C'est la sélection la plus titrée de ce sport, ayant notamment remporté neuf des quinze coupes du monde qui ont été disputées,.

## Palmarès
| Jeux olympiques - 1984 : 1er - 1988 : 3e - 1992 : 6e - 1996 : 3e - 2000 : 3e - 2004 : 2e - 2008 : 1er - 2012 : 1er - 2016 : 2e - 2020 : 1er - 2024 : 1er |  | Coupe du monde - 1974 : 1er - 1976 : 3e - 1978 : 1er - 1981 : 2e - 1983 : 1er - 1986 : 1er - 1990 : 1er - 1994 : 6e - 1998 : 2e - 2002 : 2e - 2006 : 1er - 2010 : 2e - 2014 : 1er - 2018 : 1er - 2022 : 1er |  | Championnat d'Europe - 1984 : 1er - 1987 : 1er - 1991 : 4e - 1995 : 1er - 1999 : 1er - 2003 : 1er - 2005 : 1er - 2007 : 2e - 2009 : 1er - 2011 : 1er - 2013 : 3e - 2015 : 2e - 2017 : 1er - 2019 : 1er - 2021 : 1er - 2023 : 1er |  | Champions Trophy - 1987 : 1er - 1991 : 3e - 1993 : 2e - 1997 : 3e - 1999 : 2e - 2000 : 1er - 2001 : 2e - 2002 : 3e - 2003 : 3e - 2004 : 1er - 2005 : 1er - 2006 : 3e - 2007 : 1er - 2008 : 3e - 2009 : 3e - 2010 : 2e - 2011 : 1er - 2012 : 3e - 2014 : 3e - 2016 : 2e |

### Palmarès
Le tableau suivant liste le palmarès de l'équipe des Pays-Bas de hockey sur gazon dans les différentes compétitions internationales officielles.
| Jeux olympiques | Compétitions mondiales | Compétitions continentales | Anciennes compétitions |
| --- | --- | --- | --- |
| - Jeux olympiques (11 participations) : - Vainqueur : 1984, 2008, 2012, 2020 et 2024 - Finaliste : 2004 et 2016 - 3e place : 1988, 1996 et 2000 | - Coupe du monde (15 participations) : - Vainqueur : 1974, 1978, 1983, 1986, 1990, 2006, 2014 et 2018, 2022 - Finaliste : 1981, 1998, 2002 et 2010 - 3e place : 1976 - Pro League (4 participation) : - Vainqueur : 2019, 2020-2021, 2022-2023 | - Championnat d'Europe (16 participations) : - Vainqueur : 1984, 1987, 1995, 1999, 2003, 2005, 2009, 2011, 2017, 2019, 2021 et 2023 - Finaliste : 2007 et 2015 - 3e place : 2013 | - Champions Trophy (22 participations) : - Vainqueur : 1987, 2000, 2004, 2005, 2007, 2011 et 2018 - Finaliste : 1993, 1999, 2001, 2010 et 2016 - 3e place : 1991, 1997, 2002, 2003, 2006, 2008, 2009, 2012 et 2014 - Ligue mondiale (3 participations) : - Vainqueur : 2012-2013 et 2016-2017 |

### Parcours aux Jeux olympiques d'été
| Année | Position  |      | Année             | Position |           | Année | Position  |  | Année | Position |
| 1980  | Boycott   | 1992 | Premier tour (6e) | 2004     | Finaliste | 2016  | Finaliste |  |       |          |
| 1984  | Vainqueur | 1996 | Troisième         | 2008     | Vainqueur | 2020  | Vainqueur |  |       |          |
| 1988  | Troisième | 2000 | Troisième         | 2012     | Vainqueur | 2024  | Vainqueur |  |       |          |

### Parcours en Coupe du monde
| Année | Position  |      | Année             | Position |           | Année | Position |
| 1974  | Vainqueur | 1990 | Vainqueur         | 2014     | Vainqueur |       |          |
| 1976  | Troisième | 1994 | Premier tour (6e) | 2018     | Vainqueur |       |          |
| 1978  | Vainqueur | 1998 | Finaliste         | 2022     | Vainqueur |       |          |
| 1981  | Finaliste | 2002 | Finaliste         | 2026     | Qualifiés |       |          |
| 1983  | Vainqueur | 2006 | Vainqueur         |          |           |       |          |
| 1986  | Vainqueur | 2010 | Finaliste         |          |           |       |          |

### Parcours en Championnat d'Europe
| Année | Position  |      | Année     | Position |           | Année | Position  |  | Année | Position |
| 1984  | Vainqueur | 2003 | Vainqueur | 2013     | Troisième | 2023  | Vainqueur |  |       |          |
| 1987  | Vainqueur | 2005 | Vainqueur | 2015     | Finaliste | 2025  | Qualifiés |  |       |          |
| 1991  | 4e        | 2007 | Finaliste | 2017     | Vainqueur |       |           |  |       |          |
| 1995  | Vainqueur | 2009 | Vainqueur | 2019     | Vainqueur |       |           |  |       |          |
| 1999  | Vainqueur | 2011 | Vainqueur | 2021     | Vainqueur |       |           |  |       |          |